# Episodi de Gli antenati (seconda stagione)
La seconda stagione della serie televisiva Gli antenati, composta da trentadue episodi, andò in onda negli Stati Uniti d'America tra il 15 settembre 1961 e il 27 aprile 1962, mentre in Italia andò in onda tra il 1968 e il 1975.
| nº | Titolo originale             | Titolo italiano              | Prima TV USA      | Prima TV Italia |
| -- | ---------------------------- | ---------------------------- | ----------------- | --------------- |
| 1  | The Hit Song Writers         | Cantando sotto la doccia     | 15 settembre 1961 |                 |
| 2  | Droop-Along Flintstone       | Indiani all'assalto          | 22 settembre 1961 | 2 aprile 1968   |
| 3  | The Missing Bus              | L'autobus scomparso          | 29 settembre 1961 | 9 aprile 1968   |
| 4  | Alvin Brickrock Presents     | La scomparsa di Agata        | 6 ottobre 1961    |                 |
| 5  | Fred Flintstone Woos Again   | Il secondo viaggio           | 13 ottobre 1961   | 16 aprile 1968  |
| 6  | The Rock Quarry Story        | Il grande attore             | 20 ottobre 1961   | 23 aprile 1968  |
| 7  | The Soft Touchables          | Gli investigatori privati    | 27 ottobre 1961   |                 |
| 8  | Flintstone of Prinstone      | Campione per forza           | 3 novembre 1961   |                 |
| 9  | The Little White Lie         | Le conseguenze d'una bugia   | 10 novembre 1961  | 7 maggio 1968   |
| 10 | Social Climbers              | Arrampicatori sociali        | 17 novembre 1961  | 14 maggio 1968  |
| 11 | The Beauty Contest           | Concorso di bellezza         | 1º dicembre 1961  | 21 maggio 1968  |
| 12 | The Masquerade Ball          | Un ballo in maschera         | 8 dicembre 1961   |                 |
| 13 | The Picnic                   | Il pic-nic                   | 15 dicembre 1961  |                 |
| 14 | The House Guest              | Gli ospiti                   | 22 dicembre 1961  |                 |
| 15 | The X-Ray Story              | Una storia a raggi X         | 29 dicembre 1961  |                 |
| 16 | The Gambler                  | Il giocatore                 | 5 gennaio 1961    |                 |
| 17 | A Star is Almost Born        | Una nuova diva               | 12 gennaio 1962   |                 |
| 18 | The Entertainer              | L'intrattenitore             | 19 gennaio 1962   |                 |
| 19 | Wilma's Vanishing Money      | Per un mucchietto di dollari | 26 gennaio 1962   |                 |
| 20 | Feudin' and Fussin'          | Nemici per la pelle          | 2 febbraio 1962   |                 |
| 21 | Impractical Joker            | Chi la fa l'aspetti          | 9 febbraio 1962   |                 |
| 22 | Operation Barney             | Operazione Barney            | 16 febbraio 1962  | 2 marzo 1975    |
| 23 | The Happy Household          | La massaia felice            | 23 febbraio 1962  |                 |
| 24 | Fred Strikes Out             | Ogni promessa è un debito    | 30 febbraio 1962  |                 |
| 25 | This is Your Lifesaver       | Io ti salverò                | 9 marzo 1962      |                 |
| 26 | Trouble-in-Law               | La suocera innamorata        | 16 marzo 1962     | 23 marzo 1975   |
| 27 | The Mailman Cometh           | Arriva il postino            | 23 marzo 1962     | 30 marzo 1975   |
| 28 | The Rock Vegas Story         | La storia di Rock Vegas      | 30 marzo 1962     | 6 aprile 1975   |
| 29 | Divided We Sail              | Navighiamo separati          | 6 aprile 1962     | 13 aprile 1975  |
| 30 | Kleptomaniac Caper           | Il cleptomane                | 13 aprile 1962    |                 |
| 31 | Latin Lover                  | L'amante latino              | 20 aprile 1962    | 20 aprile 1975  |
| 32 | Take Me Out to the Ball Game | Fred diventa arbitro         | 27 aprile 1962    | 16 marzo 1975   |